# Liste der Straßen und Plätze in Berlin-Fennpfuhl

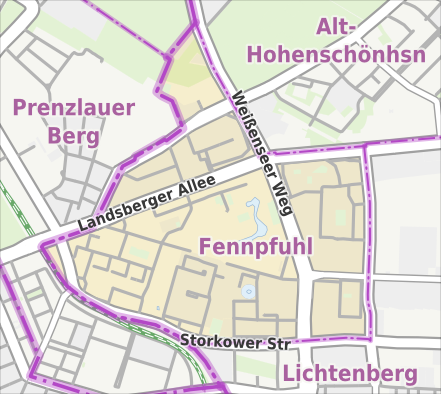
Übersichtskarte von Berlin-Fennpfuhl

Die Liste der Straßen und Plätze in Berlin-Fennpfuhl beschreibt das vollständige Straßensystem im Berliner Ortsteil Fennpfuhl des Bezirks Lichtenberg mit den entsprechenden historischen Bezügen. Gleichzeitig ist diese Zusammenstellung ein Teil der Listen aller Berliner Straßen und Plätze.

## Überblick und Straßenlage
Fennpfuhl hat 34.530 Einwohner (Stand: 31. Dezember 2023) und umfasst die Postleitzahlenbereiche 10367 und 10369. Der Ortsteil bestand bis in die späten 1960er Jahre aus nur wenigen Straßen und Wegen sowie ausgedehnten Kleingartenanlagen.
Die ältesten Straßen im Ortsteil sind die durchgehenden Verkehrswege in Nord-Süd- und West-Ost-Richtung: Weißenseer Weg und der damaligen Landsberger Chaussee. Hinzu kommen die nordwestlich der Lichtenberger Dorfstraße (seit 1910 Möllendorffstraße) im 1880er Plan trassierten und angelegten Straßen (dazu der untere Listenteil). Ende des 19. Jahrhunderts plante die Gemeinde Lichtenberg im Gebiet Wilhelmsberg das erste Straßennetz, das jedoch nicht vollständig ausgeführt wurde. Eine regelrechte Wohnbebauung war wegen des schwierigen feuchten Baugrundes um die Eiszeitrelikte mehrerer Pfühle (noch) nicht möglich, es entstanden Schrebergärten. Mitte der 1970er Jahre begann nach umfangreicher Trockenlegung des Gebietes entsprechend dem Wohnungsbauprogramm der DDR die Errichtung des Wohnviertels Lichtenberg-Nord mit verschiedenen Typenbauten in Plattenbauweise. Die Wohnblöcke wurden aufgelockert und nach bürgerorientierten Merkmalen gesetzt. Hauseingänge wurden abseits der Hauptstraßen oder Balkone nach Süden ausgerichtet, weshalb die Baustraßen entsprechend ausgerichtet waren und den zukünftigen Straßenverlauf vorgaben. So erklärt sich die teilweise wechselnde Richtung von Straßenzügen anstatt der Ausrichtung an den traditionellen Straßenfronten.
Beispielsweise wurde die Trassierung von Wolfgang- und Eberhardstraße durch die Führung von Paul-Junius- und Alfred-Jung-Straße aufgehoben. Die Erschließungsstraßen hinter den zum Hauptverkehrsweg gehörenden Neubauten der Landsberger Allee und des Weißenseer Wegs sind diesen zugeordnet und tragen den gleichen Namen. Wohngebietsstraßen setzen sich nicht selten aus mehreren Erschließungsstraßen (teilweise als Sackgassen) zusammen. 18 der 20 neu angelegten Straßen erhielten (der Zeit entsprechend) Namen von kommunistischen Widerstandskämpfern gegen den Nationalsozialismus. Nach der Wende wurden die Straßennamen beibehalten.

## Übersicht der Straßen und Plätze
Die nachfolgende Tabelle gibt eine Übersicht über die vorhandenen Straßen und Plätze im Ortsteil sowie einige dazugehörige Informationen.
- Name/Lage: aktuelle Bezeichnung der Straße oder des Platzes. Über den Link Lage kann die Straße oder der Platz auf verschiedenen Kartendiensten angezeigt werden. Die Geoposition gibt die Lage der ungefähren Mitte der Straßenlänge an.
- Im amtlichen Straßenverzeichnis nicht aufgeführte Verkehrswege sind mit * gekennzeichnet.
- Ehemalige oder nicht mehr gültige Straßennamen sind kursiv gesetzt. Für bedeutende ehemalige Straßen oder historische Straßennamen ist gegebenenfalls eine gesonderte Liste vorhanden.
- Länge/Maße in Metern:
Die in der Übersicht enthaltenen Längenangaben sind  gerundete Übersichtswerte, die in Google Earth mit dem dortigen Maßstab ermittelt wurden. Sie dienen Vergleichszwecken und werden, sofern amtliche Werte bekannt sind, ausgetauscht und gesondert gekennzeichnet.
Bei Plätzen sind die Maße in der Form a × b für rechteckige Anlagen und für (ungefähr) dreieckige Anlagen als a × b × c mit a als längster Seite angegeben.
Sofern die Straße auch in benachbarte Ortsteile weiterführt, gibt der Zusatz ‚im Ortsteil‘ an, wie lang der Straßenabschnitt innerhalb des Ortsteils dieses Artikels ist.
- Namensherkunft: Ursprung oder Bezug des Namens.
- Anmerkungen: weitere Informationen über anliegende Baudenkmale oder Institutionen, die Geschichte der Straße und historische Bezeichnungen.
- Bild: Foto der Straße oder eines anliegenden Objektes.

| Name/Lage                       | Länge/Maße (in Metern)   | Namensherkunft                                                                                       | Datum der Benennung                        | Anmerkungen und Bild |
| ------------------------------- | ------------------------ | --- | ------------------------------------------ | --- |
| Alfred-Jung-Straße (Lage)       | 0420 + 360               | Alfred Jung (1908–1944), Widerstandskämpfer                                                          | 2. Apr. 1975                               | Die Straße verläuft T-förmig, ein kurzes Stück südlich der Storkower Straße, in dem das Seniorenheim der Volkssolidarität steht, gehört jedoch nicht zum Bereich Fennpfuhl. Das auf dem Bild zu sehende Gebäude ist die „Schule am Fennpfuhl“, auf der rechten Seite (hinter den Autos) steht die ehemalige Clubgaststätte „Solidarität“ aus DDR-Zeiten. Sie wird als Handelseinrichtung weiter genutzt. |
| Anton-Saefkow-Platz (Lage)      | 0115 × 60                | Anton Saefkow (1903–1944), Widerstandskämpfer                                                        | 2. Apr. 1975                               | Der Platz bildet das kommunale Zentrum des Ortsteils mit Schwimmhalle und Bibliothek. Er ist nicht fest umgrenzt. Die Bebauung besteht aus mehreren Wohnhochhäusern, einem als Kaufhaus errichteten Gebäude, das zu einem Wohn- und Geschäftshaus umgestaltet wurde. |
| Arthur-Weisbrodt-Straße (Lage)  | 0180                     | Arthur Weisbrodt (1909–1944), Widerstandskämpfer                                                     | 13. Juli 1962                              | Die Straße ist an einzeln stehenden Neubauwohnblöcken geführt. Sie liegt zwischen Max-Brunow- und Erich-Kuttner-Straße, wobei die Wohnblöcke 2/8, 10/16, 18/24 (gerade) nach Nordwesten quer zum Straßenlauf an kammförmigen Zufahrtswegen stehen und der Block 1–9 an der Südostseite der Straßenfront steht. Die Blöcke bestehen aus gereihten Fünfgeschossern. |
| Bernhard-Bästlein-Straße (Lage) | 0860 + 240               | Bernhard Bästlein (1894–1944), Widerstandskämpfer                                                    | 11. Juli 1973                              | Die Straße verläuft T-förmig und im Zickzack. An ihr stehen eine Schule im DDR-Standard-Typenbau (mit einer Freitreppe, die mit Terrakotta-Platten und eingeprägten Buchstaben geschmückt ist, siehe Foto), ein Lebensmittel-Discounter anstelle der vorherigen DDR-Klubgaststätte (‚Lichtenberger Krug‘, 1976 bis März 2010), ein inzwischen bepflanztes Becken eines früheren Edelstahl-Springbrunnens, 1976 entworfen vom Bildhauer Friedrich Schötschel. Darüber hinaus befinden sich in der Straße städtische Kinderbetreuungseinrichtungen. Ein Teil der Straße umschließt einen großzügigen Innenhof. Am 8. September 2011 wurde vor der Grundschule am Roederplatz, Bernhard-Bästlein-Straße 22 eine Gedenktafel für die Retterinnen Hans Rosenthals enthüllt. Sie erinnert daran, dass Rosenthal zwischen 1943 und 1945 in der hier gelegenen früheren Kleingartenanlage Dreieinigkeit von den Lichtenberger Frauen Ida Jauch, Emma Hardt und Maria Schönebeck versteckt wurde. Sie retteten ihn damit vor der rassistischen Verfolgung in der NS-Zeit. Am ehemaligen Wohnhaus von Edgar Külow (Nr. 20) befindet sich seit dem 2. Oktober 2019 eine Gedenktafel für den Kabarettisten. |
| Buggenhagenstraße (Lage)        | 0115                     | G. Buggenhagen, Ziegeleibesitzer, Eigentümer von sechs Wohnhäusern an dieser Straße                  | 1897                                       | Der Verkehrsweg wurde nach dem Bebauungsplan um 1880 als Straße 59, Abt. XIII/2 zwischen Roederstraße und Landsberger Chaussee trassiert. Anfangs errichteten sich von der Roederstraße aus vor allem Familienmitglieder des Grundbesitzers ihre Wohnbauten, darunter der Gastwirth Buggenhagen. Die weiter nach Süden trassierte Straße wurde mit zunehmender Bebauung auf den Nord-Süd-Verlauf zwischen Karl-Lade-Straße und Erich-Kuttner-Straße verkürzt. Beidseitig befinden sich zusammenhängende Wohnzeilen aus den 1930er Jahren. Diese kürzere Straßenführung gegenüber der projektierten Fassung wird durch die Nummerierung der Hausnummern deutlich. An der Ostseite sind die Grundstücke 19–35 (ungerade) und an der Westseite 22–36 (gerade) bebaut. Die anderen Grundstücke sind von den Nachbarstraßen überbaut. Im Adressbuch 1930 finden sich zur Buggenhagenstraße linksseitig (Westseite) die Wohnhäuser 1–8 (fortlaufend) von der Landsberger Chaussee ab. Auf Nummer 9 ist ein Kohlenplatz und Baustellen zur Roederstraße, an der Gegenseite neben Baustellen das Radzuweit’sche Haus. |
| Elli-Voigt-Straße (Lage)        | 0510                     | Elli Voigt (1912–1944), Widerstandskämpferin                                                         | 11. Juli 1973                              | Die Straße verläuft sägezahnförmig in Nord-Süd-Richtung und erschließt den nordöstlichen Bereich des Ortsteils. Zwischen der Vulkanstraße und der Elli-Voigt-Straße liegt ein weiträumiger Parkplatz. |
| Erich-Kuttner-Straße (Lage)     | 0500                     | Erich Kuttner (1887–1942), Widerstandskämpfer                                                        | 13. Juli 1962                              | Die Straße verläuft zwischen der Landsberger Allee (mit der sie allerdings nur für Fußgänger verbunden ist) und der Franz-Jacob-Straße. An ihrem westlichen Ende steht seit 1962 ein denkmalgeschützter Experimental-Plattenbau vom Typ P2. Die Wohnzeile entstand nach Entwurf des Architektenteams Wilfried Stallknecht unter Leitung von Hermann Henselmann. Mit den Querstraßen bilden die Wohnblocks großzügige und begrünte Innenbereiche. Einige Bauten aus den 1970er Jahren erhielten bei ihrer Sanierung Anfang des 21. Jahrhunderts zusätzliche Balkons anstelle der früheren französischen Fenster. Eine aus DDR-Zeiten stammende Baracke (Hausnummer 31a) beherbergt den Bereich ‚Technischer Service‘ der Wohnungsgenossenschaft Lichtenberg. |
| Ernst-Reinke-Straße (Lage)      | 0140                     | Ernst Reinke (1891–1943), Widerstandskämpfer                                                         | 10. Aug. 1962                              | Die Straße ist eine winklig geführte Sackgasse mit einem Neubaublock und gleichzeitig Querstraße der Erich-Kuttner-Straße. Mit der Max-Brunnow-Straße ist sie mittels eines Fußweges verbunden. |
| Franz-Jacob-Straße (Lage)       | 0800                     | Franz Jacob (1906–1944), Widerstandskämpfer                                                          | 2. Apr. 1975                               | Der vorherige Name war zwischen 1940 und 1975 Plöseweg. Vor 1940 existierte sie als Straße 134 in der Gartenanlage südlich der Roederstraße. Sie beginnt nördlich an der Landsberger Allee, quert die Karl-Lade-Straße und führt zur Storkower Straße. An dieser Einmündung stehen das Gustavo-Haus (Bild hinten rechts) und das Einkaufszentrum ‚Storkower Bogen‘ (Bild hinten links). |
| Georg-Lehnig-Straße (Lage)      | 0140                     | Georg Lehnig (1907–1945), Widerstandskämpfer                                                         | 10. Aug. 1962                              | Die Straße ist eine winklig geführte Sackgasse mit einem Neubaublock, Querstraße von der Erich-Kuttner-Straße. Mit der Max-Brunnow-Straße ist sie mittels eines Fußwegs verbunden. |
| Gustav-Zahnke-Straße (Lage)     | 0140                     | Gustav Zahnke (1908–1930), Widerstandskämpfer                                                        | 10. Aug. 1962                              | Die Straße ist eine winklig geführte Sackgasse mit einem Neubaublock, Querstraße von der Erich-Kuttner-Straße. Mit der Max-Brunnow-Straße ist sie mittels eines Fußwegs verbunden. |
| Herbert-Tschäpe-Straße (Lage)   | 0600                     | Herbert Tschäpe (1913–1944), Widerstandskämpfer                                                      | 11. Juli 1973                              | Diese innergebietliche Erschließungsstraße windet sich zwischen Hohenschönhauser Straße und Landsberger Allee in vier Abschnitten um die lockere Wohnbebauung herum. |
| Herzbergstraße (Lage)           | 0420 (im Ortsteil)       | Herzberg, 58,4 m ü. NHN östlich der Straße.                                                          | 1893                                       | Der westliche Teil der Herzbergstraße zwischen Roederplatz und Vulkanstraße gehört zum Ortsteil Fennpfuhl, dazu gehören die Grundstücke 1–10. Die Wohnhäuser an der Südseite (30 Meter vom Gehwegrand) liegen in zwei Wohnblöcken 1–6 und 7–10 getrennt durch die Paul-Zobel-Straße. An der Nordseite steht der Wohnblock auf den Grundstücken 149–155, es folgt neben der Bernhard-Bästlein-Straße der Parkplatz der Kaufhalle und eine gestaltete Grünfläche als Roederplatz. Den Endpunkt der Straße im Nordwesten markiert das Flachgebäude auf Grundstück 160. Die östlichen Grundstücke einschließlich der Kreuzung Vulkanstraße liegen in (Alt-)Lichtenberg. Durch die Straße fährt die Straßenbahn. |
| Hohenschönhauser Straße (Lage)  | 0820                     | Richtung nach Hohenschönhausen                                                                       | um 1885                                    | Das rechte Bild zeigt den Blick vom Volkspark auf die Hohenschönhauser Straße (im Vordergrund) und das anschließende Wohngebiet Richtung Landsberger Allee im Jahr 1978. Die Straße verläuft zwischen dem Maiglöckchenweg als Fortsetzung der Oderbruchstraße zum Weißenseer Weg (ohne die Kreuzung) und setzt sich als Konrad-Wolf-Straße (vorher: Berliner Straße) im Ortsteil Alt-Hohenschönhausen fort. Durch die Straße fahren die Metrotramlinien M5 und M6. An der Südseite befindet sich ein Parkplatz, gefolgt von zwei Wohnblöcken 1–8 und 9–15 an einer Zufahrtsstraße bis Judith-Auer-Straße, zu der das Quergebäude (Seniorenclub) gehört. Die Parkflächen an der gegenüberliegenden Nordseite wurden beim Austausch der Volksparkflächen beim Ortsteil belassen. Von der Otto-Marquardt-Straße aus besteht eine fünfzehn Meter vom Straßenland entfernte Zufahrtsstraße zu den Häusern 20/23, 24/26 und 27/29, die weiter nach Südost an den Weißenseer Weg führt. Die Grundstücke 66–75 liegen westlich der Straße als geflankter Wohnblock zwischen dem BVG-Gelände und dem Volkspark (jenseits der Bezirksgrenze), das Gebäude 76 gehört zum Sportplatz und 77 an der Ecke Stellerweg zum Tennisplatz. Die Grundstücke 80, 80a und 80b (Siedlungshaus und KGA-Gaststätte, jenseits vom „Hauptweg“) gehören zum Nachbarortsteil Prenzlauer Berg. Die Trasse ist bereits im Hobrecht-Plan Abteilung XIII als Straße 39 von Straße 17 (Oderbruchstraße) abgehend eingetragen und als Allee markiert. Beim Anlegen hieß sie Hohen-Schönhausener Straße und begann unter diesem Namen an der Landsberger Chaussee mit den Grundstücken 1 und 2 (gegenüber der Thaerstraße), gefolgt von Baustellen der Berlin-Lichtenb. Terrain Ges. zum Weißenseer Weg. Die Straße war Teil des alten Verbindungsweges von Berlin nach Hohenschönhausen von der Straße nach Alt Landsberg ab. Seit 1911 mit dem Anlegen der Oderbruchstraße liegt die Hohenschönhauser Straße von dieser zur Kreuzung Weißenseer Weg/Konrad-Wolf-Straße. Die Straße in Hufeisennummerierung verlief zu diesem Zeitpunkt an der Nordseite von der Straße 17 zum Weißenseer Weg. Nach dem Stadtplan führt die Straße bis zur Sommerstraße (Lichtenberger Grenze) von Wilhemsberg. Im Adressbuch 1943 ist die Straße im Ortsteil Hohenschönhausen des Verwaltungsbezirks Weißensee aufgeführt und verfügte über eine Tankstelle sowie einige Fabrikgebäude. Bis in die 1970er Jahre – mit dem Bau der Wohnblöcke um den Fennpfuhl – bestand die Straße aus einer einseitigen Fahrbahn mit der Straßenbahn in Randlage. |
| Josef-Orlopp-Straße (Lage)      | 0360 (im Ortsteil)       | Josef Orlopp (1888–1960), Gewerkschaftsfunktionär und Mitglied des Nationalrats der Nationalen Front | 19. Aug. 1960                              | Ein kurzes westliches Teilstück der Straße gehört zum Ortsteil Fennpfuhl und bildet damit dessen südliche Grenze. Die übrigen etwa 1000 Meter verlaufen in Lichtenberg. Bei der Anlage des Industriegebietes um die Herzbergstraße hieß die Straße Rittergutstraße nach dem vormaligen Rittergut Lichtenberg im Osten der Dorfstraße. |
| Judith-Auer-Straße (Lage)       | 0280                     | Judith Auer (1905–1944), Widerstandskämpferin                                                        | 11. Juli 1973                              | Die Straße verläuft zwischen Hohenschönhauser Straße und Landsberger Allee, setzt sich nach Süden in der Franz-Jacob-Straße fort. Auffälligstes Gebäude ist das ‚Castello‘, ein von dem Architekten Hinrich Baller entworfenes Einkaufscenter an der Ecke Landsberger Allee. |
| Karl-Lade-Straße (Lage)         | 1000                     | Karl Lade (1909–1945), Widerstandskämpfer                                                            | 26. Juni 1975                              | Die Straße ist ein Teil der früheren Roederstraße. Auf der Nordostseite der Straße hatten sich in Nähe des Fennpfuhls Gastwirtschaften, Gärtnereien und eine Natur-Eisfabrik niedergelassen (Eiswerke Lichtenberg Louis Dittmar). Zu Beginn des 20. Jahrhunderts befand sich an der Straßeneinmündung in die Landsberger Allee ein Steuerhaus. Dessen Name war bis 2011 in einer Kiezkneipe an der Ecke Buggenhagenstraße noch erhalten. Die Karl-Lade-Straße verläuft in West-Ost-Richtung von der Landsberger Allee bis zur Franz-Jacob-Straße und endet etwa 200 m nach deren Überquerung. Die Roederstraße führte bis 1985 weiter bis zum Roederplatz, wo sich der Verkehrsweg als Herzbergstraße fortsetzte. Auf diesem seit Entstehung des Wohngebietes entwidmeten Teil der Roederstraße fährt seitdem nur noch die Straßenbahn, ein Fuß- und Radweg verläuft parallel. Kurz hinter der Kreuzung mit der Franz-Jacob-Straße befindet sich die 1976 eröffnete damalige Poliklinik „Friedrich Wolf“ (seinerzeit die größte Ost-Berlins), die als Policum nach dem Mauerfall weiter betrieben wird (siehe Bild links). Sie trägt die amtliche Adresse Franz-Jacob-Straße 10. Weiterhin erwähnenswert ist in der Straße die Villa Looß am Fennpfuhl, ein Beamtenwohnhaus vom Ende des 19. Jahrhunderts, das unter Denkmalschutz steht. |
| Karl-Vesper-Straße (Lage)       | 0070                     | Karl Vesper (1883–1933), Widerstandskämpfer                                                          | 13. Juli 1962                              | Der erste Name war Stichstraße 4. Die winklig geführte Sackgasse enthält nur einen Neubaublock und eine Kita im Winkel. |
| Landsberger Allee (Lage)        | 1000 (im Ortsteil)       | Altlandsberg, Stadt in Brandenburg                                                                   | 31. Jan. 1992                              | Der Straßenabschnitt der Landsberger Allee in Fennpfuhl grenzt an die Ortsteile Prenzlauer Berg (westlich) und Alt-Hohenschönhausen (östlich). Zu Fennpfuhl gehören die Grundstücke 106–228d (gerade) auf der Südseite und 131a–191a (ungerade) auf der Nordseite. Die nördliche Straßenseite zwischen Ringbahn und Oderbruchstraße gehört zum Ortsteil Prenzlauer Berg. An der Einmündung der Vulkanstraße verlässt die Landsberger Allee den Ortsteil. Im Alleebereich Berlin-Fennpfuhl stehen das ‚andel’s Hotel Berlin‘ (Nr. 106) und das Einkaufszentrum ,Castello’ (Nr. 171). Der Straßenzug trug ursprünglich zwischen dem S-Bahnhof Landsberger Allee und der Oderbruchstraße bereits den Namen Landsberger Allee (ab 1950 Leninallee), von dort an hieß er stadtauswärts Landsberger Chaussee. Im Jahr 1973 wurde die Landsberger Chaussee bis zur Vulkanstraße in die Leninallee einbezogen. Bei der Rückbenennung im Jahr 1992 erhielt die gesamte Leninallee den Namen Landsberger Allee. |
| Max-Brunnow-Straße (Lage)       | 0550                     | Max Brunnow (1896–1940), Widerstandskämpfer                                                          | 13. Juli 1962                              | Die Straße liegt im Inneren des Wohngebietes und verläuft dort U-förmig. An der ruhigen Wohnstraße stehen Wohnblocks aus den 1960er Jahren. In der ruhigen Wohnstraße stehen Wohnblocks aus den 1960er Jahren und diverse Garagengebäude. Ein Plattenbau ist für verschiedene Nutzungen vorgehalten, so waren während der Renovierung des Gefängnisses in Düppel die Häftlinge untergebracht. An der Einmündung in die Storkower Straße befindet sich ein Autohandel und dahinter ein kleiner dreigeschossiger öffentlich genutzter Plattenbau, der von 2007 bis 2010 als zeitweilige Unterbringung für Insassen der JVA Düppel diente. |
| Möllendorffstraße (Lage)        | 0420 (im Ortsteil)       | Wichard von Möllendorff (1724–1816), preußischer Generalfeldmarschall                                | zwischen 1909 und 1910 (mit Unterbrechung) | Nur der nördliche Teil dieser Straße zwischen Storkower Straße und Herzbergstraße gehört zum Bereich Fennpfuhl, der Rest zu (Alt-)Lichtenberg. Seit seiner Anlage in früheren Jahrhunderten hieß der Verkehrsweg Dorfstraße, ab 1910 Möllendorffstraße. Zwischen Januar 1976 und dem 9. Januar 1992 trug sie den Namen Jacques-Duclos-Straße nach dem französischen Kommunisten Jacques Duclos. Auffälligstes Gebäudeensemble ist die ‚Möllendorff-Passage‘, ein Büro- und Geschäftskomplex, der in den späten 1990er Jahren von einer bayerischen Investorengruppe errichtet wurde. |
| Oderbruchstraße Lage            | 0320                     | Oderbruch, eine Landschaft in Brandenburg                                                            | 9. Nov. 1911                               | Die Straße, ursprünglich Straße 17, Abt. XIII/1 des Hobrecht-Plans, war bei der Benennung die nördliche Verlängerung der Thaerstraße. Sie bildet die Grenze zwischen Prenzlauer Berg und Fennpfuhl. Mit der Ausdehnung der Oderbruchkippe entfiel der Verlauf, auf Lichtenberger Gebiet wurde die Straße 106 geführt. |
| Otto-Marquardt-Straße (Lage)    | 0350                     | Otto Marquardt (1893–1944), Widerstandskämpfer                                                       | 11. Juli 1973                              | Die Straße verläuft zweifach abgewinkelt zwischen Hohenschönhauser Straße und Landsberger Allee. An ihren Rändern stehen das Seniorenheim ‚Judith Auer‘, ein 2014 neu eingeweihtes behindertengerechtes Schulgebäude sowie die Europa-Kita, aus einem früheren Dienstleistungswürfel entwickelt und die Kita ,Entdeckerland’. Auf dem freien Platz südöstlich vor dem Seniorenheim befindet sich der ‚Möwenbrunnen‘, eine Arbeit von Baldur Schönfelder aus dem Jahr 1981. |
| Paul-Junius-Straße (Lage)       | 0500 + 360 (im Ortsteil) | Paul Junius (1901–1944), Widerstandskämpfer                                                          | 2. Apr. 1975                               | Die Straße verläuft mehrfach gewinkelt und mit Verzweigungen überwiegend in Nord-Süd-Richtung. Sie beginnt am Weißenseer Weg, knickt östlich ab, verläuft mit Verästelungen zwischen dem Wolfgangpfuhl und der Möllendorffstraße, kreuzt die Storkower Straße und endet an der Scheffelstraße im Ortsteil Lichtenberg. Erster Name der bereits seit Ende des 19. Jahrhunderts existierenden Straße war Woerdenstraße beziehungsweise Verlängerte Woerdenstraße. Am nördlichen Ende der Straße befindet sich der Zugang zum Evangelischen Gemeindezentrum Am Fennpfuhl mit der Kirche am Fennpfuhl und zum Fennpfuhlpark. Die Hausnummer 71 ist Sitz der Schostakowitsch-Musikschule Berlin-Lichtenberg, die gemeinsam mit der Volkshochschule (VHS) Lichtenberg einen 1907 eröffneten Schulbau nutzt (in der DDR: Erweiterte Oberschule „Franz Mehring“). Die VHS wurde 2011 nach Margarete Steffin benannt. Am Wolfgangpfuhl wurde 2015 vom Bezirksamt für rund 280.000 Euro eine Kletterlandschaft errichtet. Im Gebäude Paul-Junius-Straße 64A befindet sich das Haus der Generationen mit einem großen Garten, in dem zahlreiche kulturelle Veranstaltungen stattfinden. |
| Paul-Zobel-Straße (Lage)        | 0650                     | Paul Zobel (1891–1945), Widerstandskämpfer                                                           | 11. Juli 1973                              | Die innergebietliche Erschließungsstraße mit einem begrünten parkähnlichen Innenhof ist U-förmig angelegt. An den östlichen Wohnhäusern wurden durch einen bei der Sanierung außen angefügten gläsernen Fahrstuhl über eine halbe Etage die Zugänge behindertengerecht gestaltet. |
| Roederplatz (Lage)              | 0110 × 40                | Hermann Roeder (1856–1941), Rittergutsbesitzer und Kommunalpolitiker in der Gemeinde Lichtenberg     | 1896 1975 bis Juni 2011 unbenannt          | Die Kreuzung der Straßen Weißenseer Weg, Möllendorffstraße, Roederstraße und Herzbergstraße wurde bei der Erweiterung des Straßensystems Roederplatz genannt. Mit der Entstehung des Neubaugebietes um den Fennpfuhl wurden der Platz und sein Name aufgehoben, er hatte sich jedoch im Wissen der Bevölkerung und auf einigen Karten erhalten. Auf Antrag der Roederschen Erben beschloss die BVV Lichtenberg am 3. Juni 2011 die Neuvergabe des historischen Platznamens für eine weiter östlich vorhandene kleine Grünanlage. Am 14. September 2011 enthüllten Vertreter des Bezirksamtes im Beisein eines Nachkommen der Roeder-Familie und eines Historikers das neue Platzschild. |
| Rudolf-Seiffert-Straße (Lage)   | 1030                     | Rudolf Seiffert (1908–1945), Widerstandskämpfer                                                      | 2. Apr. 1975                               | Die Straße bildet im Wesentlichen ein Karree, das auf einem früheren Kleingartengelände entstand. Im großzügig angelegten Innenhof stehen unter anderem drei Kindergarten-Typenbauten mit einer Kindertagesstätte und Einrichtungen der Jugendhilfe. Der Flachbau, Haus Nummer 53, ist die ,Evangeliums-Christengemeinde, Begegnungsstätte für Jung und Alt’. |
| Storkower Straße (Lage)         | 1740 (im Ortsteil)       | Storkow, Stadt im Landkreis Oder-Spree in Brandenburg                                                | 1919                                       | Die stark befahrene Straße liegt im Ortsteil direkt an der Ringbahn, Wohnblöcke und Parkplätze bestimmen die Nordseite. Zum Ortsteil gehört der Abschnitt zwischen Landsberger Allee ausschließlich der Kreuzung und deren Straßenland und der Möllendorffstraße. Der Fennpfuhler Abschnitt entstand 1975 in Verlängerung der Storkower Straße über den Anschluss an die Thaerstraße und die damalige Leninallee hinaus. |
| Straße 106 (Lage)               | 0270                     | Nummerierung beim Trassieren                                                                         | nach 1955                                  | Die Straße 106 liegt auf Lichtenberger Gebiet zwischen Höhe Südostecke (Grenzpunkt Lichtenberg/Weißensee/Prenzlauer Berg) des zu Weißensee gehörenden Jüdischen Friedhofs und dem Weißenseer Weg, der zu Alt-Hohenschönhausen gehört. Es ist ein unbefestigter Weg, der zwischen einem Gewerbeobjekt (Busabstellplatz) und dem Streifen der „KGA Langes Höhe“ an der Friedhofsmauer entlang vor dem Jüdischen Friedhof hindurchführt. Die Straße 106 ist die Verlängerung der Oderbruchstraße, die von der Abwinklung zur Hohenschönhauser Straße an der Grenze zu Prenzlauer Berg aus geradlinig verlief und von der Oderbruchkippe überdeckt wurde. Die Straße 106 führt die Gürtelstraße (West) vom Volkspark Prenzlauer Berg zum Steller Weg am Sportforum Hohenschönhausen. Diese Verlängerung der Oderbruchstraße führte zunächst durch Laubenkolonien und war durch die Erweiterung der Oderbruchkippe aus dem Trümmerberg der Kriegsjahre überfällig geworden. Der letzte Kleingarten auf dem Kippengelände (als Volkspark Prenzlauer Berg gestaltet) war 1982 aufgehoben worden. In den 2010er Jahren ist der Verkehrsweg mit Straßenschild ausgewiesen, da aber keine Grundstücke zugeordnet sind, ist sie in der amtlichen Straßenliste nicht enthalten. |
| Vulkanstraße (Lage)             | 1120                     | ehemals ansässiger Industriebetrieb Vulkan-Werke                                                     | 1913                                       | Der nördliche Abschnitt war als Straße G projektiert, der bis zur Herzbergstraße reichende Teil hieß jedoch bereits Vulkanstraße. Im Adressbuch 1920 ist die unbebaute Vulkanstraße ab Herzbergstraße genannt, 1943 sind an der Straße zwischen der Herzbergstraße und der Landsberger Chaussee Kohlenplätze, Baustellen und eine Schwertransportstation des Ritterguts Liechtenberg aufgeführt. Auf dem Plan von 1946 ist eine trassierte Führung nach Süden zu Rittergutsstraße eingezeichnet, womit über die Ruschestraße eine Verbindung Landsberger und Frankfurter Allee möglich wird. Die Straße bildet die östliche Grenze zwischen den Ortsteilen Lichtenberg und Fennpfuhl, wobei das Straßenland in Lichtenberg liegt. Sie verläuft in Nord-Süd-Richtung zwischen Landsberger Allee und der Josef-Orlopp-Straße und setzt sie sich nach Süden in der Ruschestraße im Ortsteil Lichtenberg fort. Auf der östlichen Straßenseite sind für die Gewerbeflächen die Grundstücke 1, 3, 10, 12, 13 angegeben. An der Westseite liegen in fortlaufender Nummerierung die elfgeschossigen WBS-70-Wohnblöcke 20–23, an der gleichnamigen Querstraße 24 (ein Flachbau) und der Block 25/26 an den sich längs zur Straße 27/28/29 anschließen. An einer weiteren gleichnamigen Seitenstraße steht der Flachbau 30, bevor (am Rande des Wohnquartiers) die Parkflächen mit Baumstreifen zur Elli-Voigt-Straße (südlich der Herzbergstraße) zur Paul-Zobel-Straße füllen. Am südlichen Ende stehen die beiden sechsgeschossigen Wohnblöcke auf 50/54 und 55/57, die sich rechtwinklig in der Josef-Orlopp-Straße 31–17 fortsetzen. |
| Weißenseer Weg (Lage)           | 1720                     | Richtung nach Weißensee                                                                              | 1850                                       | Ein nordöstlicher Teil der Straße liegt in Alt-Hohenschönhausen, ein Teil bildet die Ortsteilgrenze. Die Straße ist ein seit mehreren hundert Jahren vorhandener Verkehrsweg zwischen den damaligen Dörfern Lichtenberg und Weißensee. Sie ist die südliche Fortsetzung der früheren Lichtenberger Straße und setzt sich ihrerseits südlich in der Möllendorffstraße fort. 1976 erhielt der Verkehrsweg die Bezeichnung Ho-Chi-Minh-Straße. 1992 erfolgte eine Rückbenennung, obwohl die Straße im eigentlichen Sinn eher als Promenade oder Allee eingestuft werden muss, also Weg im Wortsinn nicht zutrifft. |

## Nicht mehr vorhandene Straßen oder Straßenabschnitte
Einige Mitte der 1970er Jahre bestehende Straßennamen ehrten Persönlichkeiten aus der DDR Nach der Wende (1992) erhielten sie ihre früheren Namen zurück, beispielsweise Jacques-Duclos-Straße war von Januar 1976 bis 9. Januar 1992 der Name der → Möllendorffstraße. Ho-Chi-Minh-Straße war der Name des → Weißenseer Wegs zwischen Straße 106 bis Herzbergstraße. Seit 1950 war Leninallee der innerstädtische Name des Straßenzugs Richtung Marzahn, die Landsberger Chaussee folgte 1973 mit dem Aufbau des Stadtteils Marzahn, bevor im Jahr 1992 die Rückbenennung zu → Landsberger Allee erfolgte.
| Name/Lage                                                        | Länge/Maße (in Metern)                     | Namensherkunft                                                                                            | Benennungs- datum | Umbenennung/ Aufhebung | Anmerkungen |
| ---------------------------------------------------------------- | ------------------------------------------ | --- | ----------------- | ---------------------- | --- |
| Amelangstraße                                                    | 120                                        | Person mit dem Nachnamen Amelang                                                                          | 21. Feb. 1940     | 1. Apr. 1975           | Sie wurde in den 1970er Jahren in ein Teilstück der → Alfred-Jung-Straße einbezogen. Diese kurze West-Ost-Straße führte 1955 durch Kleingärten und lag zwischen der ursprünglich bis an die Roederstraße heranreichenden (nicht mehr erhaltenen) Wolfgangstraße und der Woerdenstraße. Im Berliner Adressbuch wurde sie erstmals 1941 aufgeführt und ist bereits umfangreich bebaut. Eigentümer größerer Flächen war die Wolfgang-Grundstücks-GmbH aus Berlin-Wilmersdorf, die 1942 insolvent und unter Zwangsverwaltung gestellt wurde. Luise-Berlin spezifiziert den Namensgeber als früheren Kriegsrat. Im Adressbuch des Jahres 1840 ist der Kriegsrath C. A. F. Amelang, Beamter im Finanzministerium genannt. |
| Eberhardstraße                                                   | 0450                                       | Eberhard, männlicher Vorname                                                                              | vor 1907          | um 1975                | Der Verkehrsweg wurde als Straße 64a westlich der Dorfstraße parallel zwischen Wörden- und Wolfgangstraße trassiert. Er verlief ursprünglich zwischen der Scheffelstraße und der Roederstraße. Der nördliche Teil ist in der Paul-Junius-Straße aufgegangen, ein südlicher Rest ist in einer Stichstraße in (Alt-)Lichtenberg erhalten. |
| Hohenschönhause(ne)r Weg                                         | 1150                                       | Richtung nach Hohenschönhausen                                                                            | um 1899           | um 1975                | Diese unbefestigte mehr als 1000 Meter lange Straße in der Kleingartenkolonie diagonal zwischen Roederplatz/Herzbergstraße und Landsberger Chaussee wurde im Adressbuch für Berlin und seine Vororte erstmals 1899 genannt. Beim Bau der neuen Wohngebiete im Westen von Lichtenberg Mitte der 1970er Jahre wurde sie überbaut und → eingezogen. |
| Plöseweg                                                         | 0150                                       | Johann (Hans) Plöse (18. Jh.), Kommunalpolitiker in der Gemeinde Lichtenberg                              | 21. Feb. 1940     | 1. Apr. 1975           | Nach dem Bebauungsplan von 1880 ist sie im Abschnitt XIII als Straße 61 trassiert. 1960 ist die Westseite der Straße bis Buggenhagenstraße an der Roederstraße hin bebaut. Die trassierte Fortsetzung nach Südwest führt durch Kleingärten bis an das Ringbahngelände. Ab 1975 wird diese Führung in neuer Trassierung zur → Franz-Jacob-Straße. |
| Roederstraße                                                     | 1000                                       | Gutsbesitzerfamilie Roeder in der Gemeinde Lichtenberg                                                    | nach 1896         | 1. Apr. 1975           | → Karl-Lade-Straße Sie reichte von der Landsberger Chaussee (später Landsberger Allee) bis zur Dorfstraße (spätere Möllendorffstraße) und dem Roederplatz an deren Nordende. Parzellennummern wurden erst ab dem 20. Jahrhundert festgelegt. Die ersten Wohngebäude wurden nach ihren Besitzern benannt: Beinsches Haus, Schultzsches Haus, Pellachsches Haus. 1897 und 1898 enthält das Adressbuch die Roederstraße mit zwei Wohnhäusern und Baustellen, 1898 darunter die von Rittergutsbesitzer L. Roeder. |
| Woerdenstraße (auch: Wördenstraße) und Verlängerte Woerdenstraße | 0220 (verlängerte Woerdenstraße: etwa 400) | historische Flurbezeichnung; Als ‚Wörden‘ wurden Ackerstreifen bezeichnet, die hinter den Gehöften lagen. | um 1906           | 1. Apr. 1975           | Die Wördenstraße ist 1907 erstmals im Adressbuch genannt, und geht von der Eldenaer Straße ab. Die Lage ist zwischen Eldenaer Straße (ab 1908: Scheffelstraße) und Roederstraße und später über diese bis an den Weißenseer Weg als Verlängerte Wördenstraße ausgewiesen. Mit demin den 1970er Jahren entstehenden Neubauviertel um den Fennpfuhl wurde sie 1975 unter Einbeziehung der Verlängerten Woerdenstraße in den Straßenzug → Paul-Junius-Straße – Alfred-Jung-Straße einbezogen. Am nördlichen Ende der Straße befand sich eine Heilstätte der Landesversicherungsanstalt. Über die Roederstraße hinweg, an der Verlängerten Wördenstraße zum Weißenseer Weg, wurde 1907 ein massives Schulgebäude eingeweiht, das zunächst eine Gemeindeschule war. Später zog eine Polytechnische Oberschule (EOS) in eine Hälfte des Gebäudes, die andere Hälfte dient der VHS Lichtenberg. Statt der EOS befindet sich seit dem 21. Jahrhundert die Musikschule Lichtenberg im südlichen Gebäudetrakt. Die Trasse der Wördenstraße bildete den Westrand der Bebauung der Dorfstraße Lichtenbergs, deren Verlauf durch das Fließ bestimmt wurde, das einen Abfluss vom Langpfuhl und Fennpfuhl (Vennpfuhl) vom Stadtteil Wilhelmsberg zur Rummelsburger Bucht bildete. |
| Wolfgangstraße                                                   | 0220                                       | Wolfgang von Anhalt (1492–1566), Landesfürst                                                              | nach 1906         | 1. Apr. 1975           | Der existierende Straßenzug westlich der Möllendorffstraße wurde mit dem Aufbau des den Fennpfuhl umgebenden Quartiers ein Teil der Trasse der → Paul-Junius-Straße. Auf der Specialkarte von Berlin ist die Trasse westlich parallel zur Lichtenberger Dorfstraße als Wolfgangstraße benannt. Sie liegt von der Dorfstraße (nördlich der Frankfurter Straße, Ortsteil Lichtenberg) nach Nordwest zur Eldenaer Straße über Straße 54 und zwischen „Krausepfuhl“ und Straße 54a hindurch zum Platz T (mit dem Fenn Pfuhl) an der Roederstraße, weiter über die Straße 62 hinweg und den Südosten des „Langen Pfuhls“ schneidend zur Kreuzung Weißenseer Straße/Landsberger Chaussee. Diese Führung entspricht im Hobrecht-Plan von 1863 dem nördlichen Abschnitt von Platz U und der Straße 57 (Straße nach Lichtenberg) als Trasse von Straße 64/ Abt. XIII. Der Straßenname soll von Kaiser Wilhelm I. festgelegt worden sein, als ihm eine angeblich im Verlauf der Straße gefundene Gedenkmünze überbracht wurde. Deren Prägung stammte von dem Fürsten Wolfgang. Die Straße ist erstmals im Adressbuch von 1907 aufgeführt von der Eldenaer Straße abgehend und als unbebaut vermerkt. Die Straße liegt (1907) zwischen Eldenaer Straße (ein Jahr später bereits Scheffelstraße) und Roederstraße westlich der Dorfstraße (Möllendorffstraße) parallel zur Wördenstraße. |

## Weitere Örtlichkeiten von Fennpfuhl

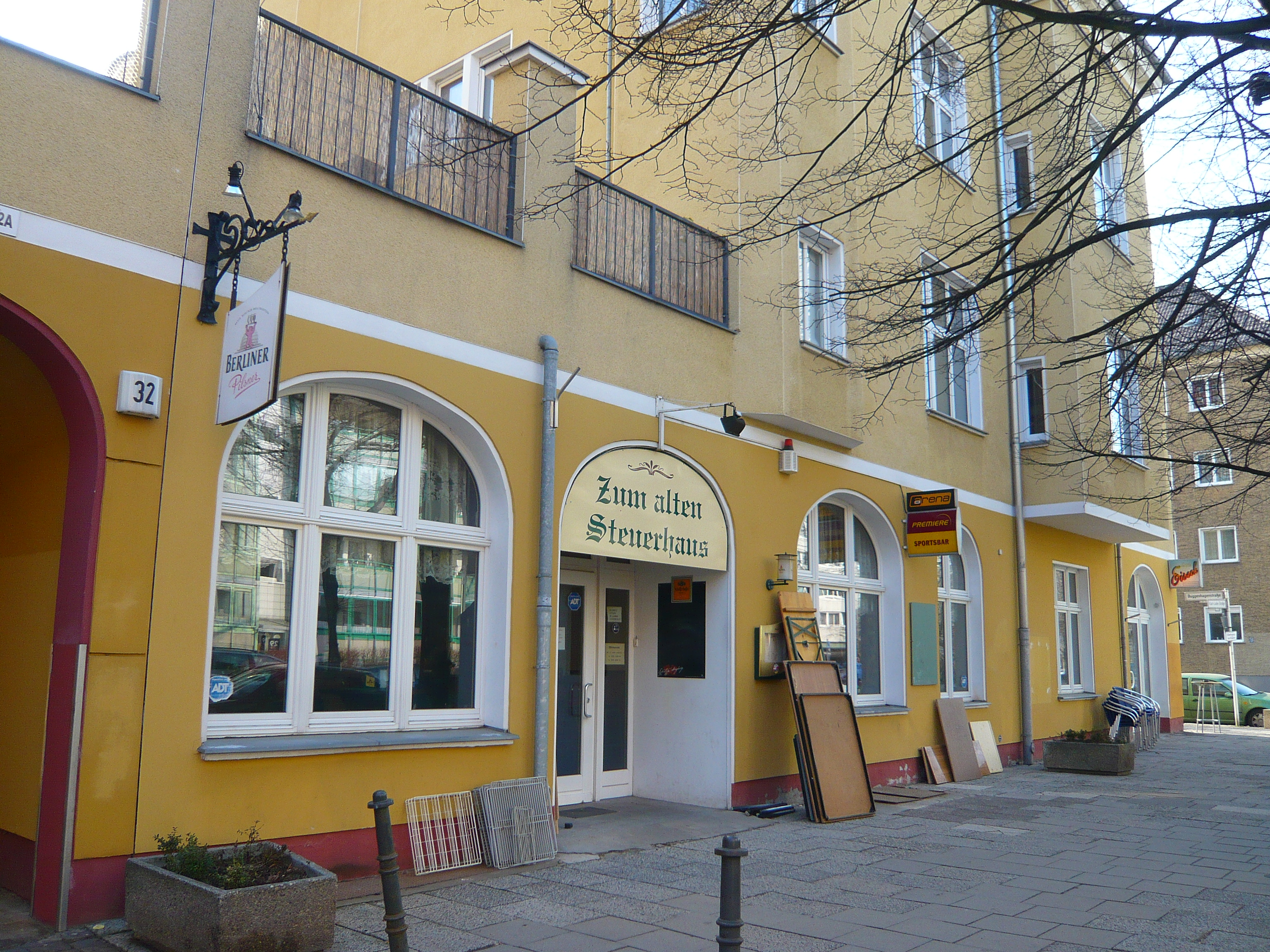
Gasthaus mit historischem Namen Zum Alten Steuerhaus in der Karl-Lade-Straße; im Jahr 2011 umbenannt in ‚Sportsbar‘, später geändert auf Die Sportsbar Libero

- Kleingartenanlage (KGA) ‚An der Roedersiedlung‘, gelegen zwischen der Karl-Lade-Straße und der Erich-Kuttner-Straße. Die Anlage wurde 1905 gegründet und hieß bis etwa 2005 Kolonie ‚Am Alten Steuerhaus‘ nach dem nahe gelegenen historischen Steuerhaus Lichtenberg.[24] Um 2006 erhielt sie ihren Namen nach der Gutsbesitzerfamilie Roeder aus der damaligen Gemeinde Lichtenberg. Im Jahr 2010 umfasst die Anlage noch 46 Parzellen auf einer Fläche von 8070 m².[70]
- Kleingartenanlage ‚Langes Höhe‘ (Stellerweg 29),[71] gelegen an der Bezirksgrenze zwischen Lichtenberg und Pankow beziehungsweise der Ortsteilgrenze zu Prenzlauer Berg und Weißensee, im nördlichsten Zipfel von Fennpfuhl. Das Areal, von Otto Lange erworben und in 136 Parzellen geteilt, wurde im Jahr 1906 an Interessenten verpachtet. Die KGA wird durch ein rechtwinkliges System von Koloniewegen erschlossen. In Richtung Nordwest-Südost die begrenzenden Grenzstraße und Stellerweg, abgehend Glaßstraße vom querliegenden Alpenweg, fortgesetzt zum Weißenseer Weg Grünweg, nach Südosten parallel dazu: Dorf-, Wiesen-, Feld-, Koloniestraße. Zwischen Grenz-/ Grünstraße und Weißenseer Weg liegt ein Gewerbegelände, im Südosten schließt sich ein BVG-Betriebsgelände an. Der Stellerweg liegt in der Trasse der trassierten Straße.[46] Die Anlage wurde 1906 auf ödem Land errichtet.[72] Die Gartennutzer haben sich ein Spartenheim am Stellerweg 139 errichtet.[70]

- Fennpfuhlpark mit
  - Fennpfuhl und
  - Langpfuhl
- Fennpfuhlbrücke

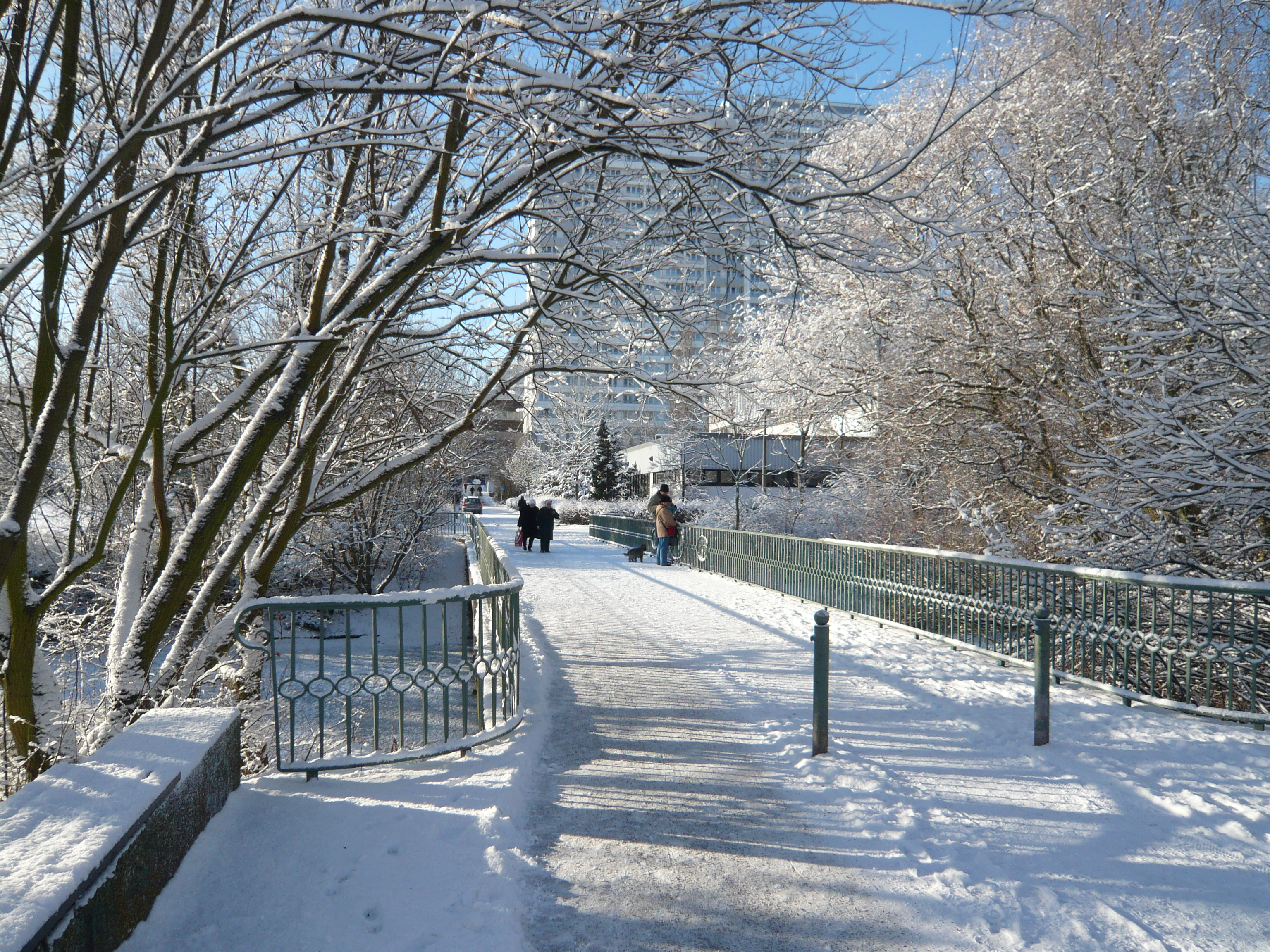
Fennpfuhlpark mit Brücke im Winter

- Jugendclub ‚Tube‘ ehemals BBC (Bernhard-Baestlein-Club):
Ein 1976 angelegter Fußgängertunnel unter dem Weißenseer Weg nahe der Kreuzung Karl-Lade-, Möllendorff- und Herzbergstraße musste im Jahr 2000 wegen Baufälligkeit und ständigem Vandalismus geschlossen werden. Zwischen September 2010 und Januar 2011 wurde diese Anlage für 435.000 Euro zu einem neuen Jugendclubhaus umgebaut, das sich in der Trägerschaft des Sozial-Diakoniewerks befindet.